# Archidiocèse de Nazareth
L'archidiocèse de Nazareth était un archidiocèse d'abord situé dans le royaume latin médiéval de Jérusalem avant d'être transféré à Barletta, dans les Pouilles.

## Histoire
La Nazareth biblique était l'un des principaux sièges du patriarcat latin de Jérusalem pendant les croisades. Après la prise de Nazareth, les chefs de la première croisade y transférèrent le siège métropolitain de Scythopolis, tandis que les Grecs orthodoxes conservaient deux diocèses distincts.
Nazareth devint ainsi un archidiocèse métropolitain de l'Église latine vers 1100. Parmi les suffragants de l'archevêque se trouvaient l'évêque de Tibériade et l'abbé du Mont Thabor.
À la suite de la conquête musulmane de la Terre sainte, les archevêques de Nazareth se réfugièrent à Barletta, dans les Pouilles au sud de l'Italie, et s'y installèrent définitivement en 1327. Ce fut le début de la longue lignée des archevêques métropolitains de Nazareth résidant à Barletta, qui fut appelée le siège de « Nazareth à Barletta ».
Le 27 juin 1818, par la bulle De ulteriori du pape Pie VII, l'archidiocèse de Nazareth fut supprimé.
Le 22 octobre 1828, par la bulle Multis quidem du pape Léon XII, le titre d'archevêque de Nazareth fut accordé aux archevêques de Trani. Par fusion, le titre passa à nouveau aux archevêques rebaptisés de Trani-Barletta à partir de 1860 puis aux archevêques de Trani-Barletta-Bisceglie en 1986.

## Liste des archevêques de Nazareth
- Bernard (c. 1120), titré comme évêque
- Guillaume Ier (1129–1138)
- Robert Ier (1138–1153)
- Létard Ier (1154–1158)
- Létard II (1158–1190)
- Albert (fl.  1206)
- Robert II (fl.  1210-1217)
- Hugues (c. 1210–1237)
- Henry (c. 1238-1268)
- Guy (c. 1268–1288)
- Guillaume II de Saint-Jean (1288–1290)
- Pierre (1290–1326)

## Liste des archevêques de Nazareth à Barletta
- Yvo (1327–1330)
- Pietro de Naples (1330–1345)
- Durando (1345–1348)
- Riccardo (1348–1366)
- Guglielmo Belvaysius (1366–1369)
- Giovanni Salomoni (1369–1380)
- Giordano Estublans (1381–?)
- Giovanni Alessio (1390–1400)
- Paolo di Arezzo  (1400–1431)
- Agostino Favaroni (1431–1443)
- Marino Orsini (1445–?)
- Giacomo de Aurilia (1455–1483)
- Giovanni de Barthon (1483–1491)
- Giovanni Maria Poderico (1491–1510)
- Orlando Carretto Della Rovere (1510–1512)
- Giorgio Benigno Salviati (1513–1520)
- Leonardo Baccuto (1520–1525)
- Pietro De Albis (1525–1526)
  - administrateur apostolique : Ercole Rangone (1526)
- Pietro Francesco Ferro (1526)
- Giovanni Francesco Cina (1527)
- Filippo Adimari (1528–1536)
- Gerolamo de Caro (1536–1552)
- Bernardino Figueroa (1553–1571)
- Fabio Mirto Frangipani (1572–1587)
- Francesco Spera (1587)
- Girolamo Bevilacqua (1587–1604)
- Maffeo Barberini (1604–1608), élu pape Urbain VIII)
- Michelangelo Tonti (1608–1609)
- Domenico Rivarola (1609–1627)
- Antonio Lombardi (1627–1636)
- Antonio Severoli (1639–1666)
- Francesco Antonio De Luca (1667–1676)
- Marziale Pellegrini (1677–1685)
- Filippo Condulmari (1685–1688)
- Giuseppe Rosa (1690–1694)
- Domenico Folgori (1695–1706)
- Giulio Piazza (1706–1710)
- Girolamo Mattei (1710–1712)
- Salvatore Miroballo (1717–1726)
- Giovanni Crisostomo Bianchi (1726)
- Nicola Iorio (1726–1744)
- Antonio Marulli De Galiberti (1745–1751)
- Giusto De Marco (1751–1769)
- Pasquale Maria Mastrillo (1769–1783)
- Giuseppe Mormile (1792–1801).

## Liste des archevêques titulaires de Nazareth
- Giuseppe de' Bianchi Dottula (1860– 1892)
- Domenico Marinangeli (1893–1898), ancien évêque de Foggia et archevêque de Trani et futur patriarche latin d'Alexandrie
- Tommaso de Stefano (1898–1906)
- Francesco Paolo Carrano (1906–1915)
- Giovanni Régine (1915–1918)
- Giuseppe Maria Leo (1920–1925)
- Paul Auad (19411944)
- Reginaldo Giuseppe Maria Addazi (1947–1971)
- Giuseppe Carata (1971–1989).